# Microtropis apiculata
Microtropis apiculata är en benvedsväxtart som beskrevs av Ding Hou. Microtropis apiculata ingår i släktet Microtropis och familjen Celastraceae. Inga underarter finns listade.